# Чемпионат России по плаванию 1997
V чемпионат России по плаванию прошёл с 17 по 21 мая 1997 года в СК «Олимпийский», Москва.

## Призёры

### Мужчины

#### 50 м, вольный стиль
Денис Пиманков (Омская область) — 0.23,13

 Роман Егоров (Санкт-Петербург) — 0.23,30

 Сергей Ашихмин (Волгоградская область) — 0.23,38

#### 100 м, вольный стиль
Владимир Пышненко (Ростовская область — Самарская область) — 0.50,80

 Денис Пиманков (Омская область) — 0.50,87

 Роман Егоров (Санкт-Петербург) — 0.51,08

#### 200 м, вольный стиль
Владимир Пышненко (Ростовская область — Самарская область) — 1.50,43

 Максим Коршунов (Москва) — 1.50,93

 Алексей Степанов (Санкт-Петербург) — 1.51,21

#### 400 м, вольный стиль
Алексей Степанов (Санкт-Петербург) — 3.54,87

 Алексей Акатьев (Москва) — 3.55,84

 Алексей Буценин (Москва) — 3.56,08

#### 1500 м, вольный стиль
Алексей Акатьев (Москва) — 15.18,92

 Евгений Безрученко (Москва) — 15.29.18

 Алексей Филипец (Ростовская область) — 15.36,42

#### 100 м на спине
Владимир Сельков (Волгоградская область) — 0.56,56

 Сергей Остапчук (Волгоградская область) — 0.57,43

 Владислав Аминов (Омская область) — 0.57,95

#### 200 м на спине
Владимир Сельков (Волгоградская область) — 1.59,65

 Сергей Остапчук (Волгоградская область) — 2.01,40

 Владислав Аминов (Омская область) — 2.02,11

#### 100 м, брасс
Роман Ивановский (Волгоградская область) — 1.02,18

 Андрей Корнеев (Москва) — 1.02,30

 Александр Ткачёв (Санкт-Петербург) — 1.02,65

#### 200 м, брасс
Александр Ткачёв (Санкт-Петербург) — 2.14,52

 Андрей Корнеев (Москва) — 2.15,67

 Андрей Иванов (Санкт-Петербург — Волгоградская область) — 2.15,73

#### 100 м, баттерфляй
Денис Панкратов (Волгоградская область) — 0.53,40

 Владислав Куликов (Московская область) — 0.53,58

 Денис Пиманков (Омская область) — 0.54,25

#### 200 м, баттерфляй
Денис Панкратов (Волгоградская область) — 1.57,33

 Александр Горгураки (Самарская область) — 2.00,62

 Алексей Колесников (Москва) — 2.02,15

#### 200 м, комплексное плавание
Александр Голубев (Калужская область) — 2.05,19

 Григорий Матузков (Омская область)  — 2.05,52

 Пётр Покрышев (Санкт-Петербург) — 2.06,97

#### 400 м, комплексное плавание
Александр Голубев (Калужская область) — 4.26,59

 Григорий Матузков (Омская область) — 4.26,85

 Сергей Прохоров (Ульяновская область) — 4.28,06

#### Эстафета 4 × 100 м, вольный стиль
Санкт-Петербург (Роман Щёголев, Леонид Хохлов, Алексей Павлов, Роман Егоров) — 3.25.76

 Москва (Владислав Куликов, Владимир Кирсанов, Максим Коршунов, Сергей Гришокин) — 3.27.59

 Омская область (Дмитрий Чернышов, Иван Усов, Григорий Овчинников, Денис Пиманков) — 3.27.68

#### Эстафета 4 × 200 м, вольный стиль
Санкт-Петербург (Александр Шилин, Владимир Тимофеев, Роман Щёголев, Алексей Степанов) — 7.30.13

 Москва (Максим Коршунов, Сергей Гришокин, Евгений Безрученко, Алексей Буценин) — 7.32.92

 Омская область (Владислав Аминов, Виталий Глузда, Иван Усов, Дмитрий Чернышов) — 7.38.03

#### Комбинированная эстафета 4 × 100 м
Волгоградская область (Владимир Сельков, Роман Ивановский, Денис Панкратов, Алексей Егоров) — 3.43.87

 Санкт-Петербург (Александр Шилин, Александр Ткачёв, Пётр Покрышев, Роман Щёголев) — 3.48.61

В/к Волгоградская область-2 — 3.48.67

 Москва (Александр Файн, Вадим Чернышов, Владислав Куликов, Максим Коршунов) — 3.50.05

### Женщины

#### 50 м, вольный стиль
Наталья Мещерякова (Москва) — 0.25,74

 Инна Яицкая (Самарская область) — 0.26,64

 Елена Тихомирова (Самарская область) — 0.26,85

#### 100 м, вольный стиль
Наталья Мещерякова (Москва) — 0.56,29

 Светлана Лешукова (Челябинская область) — 0.57,08

 Надежда Чемезова (Свердловская область) — 0.57,46

#### 200 м, вольный стиль
Надежда Чемезова (Свердловская область) — 2.01,05

 Олеся Бурова (Волгоградская область) — 2.05,09

 Инна Яицкая (Самарская область) — 2.05,31

#### 400 м, вольный стиль
Надежда Чемезова (Свердловская область) — 4.16,78

 Татьяна Михайлова (Москва) — 4.22,84

 Ирина Абысова (Москва) — 4.23,45

#### 800 м, вольный стиль
Татьяна Михайлова (Москва) — 8.53,90

 Надежда Малышева (Волгоградская область — Ярославская область) — 9.02,72

 Оксана Старцева (Челябинская область) — 9.03,56

#### 100 м на спине
Ольга Кочеткова (Самарская область) — 1.03,39

 Елена Гречушникова (Алтайский край) — 1.04,23

 Юлия Фоменко (Ростовская область) — 1.04,48

#### 200 м на спине
Елена Гречушникова (Алтайский край) — 2.16,00

 Ольга Кочеткова (Самарская область) — 2.17,28

 Юлия Фоменко (Ростовская область) — 2.18,98

#### 100 м, брасс
Ольга Ландик (Санкт-Петербург) — 1.12,15

 Юлия Ландик (Санкт-Петербург) — 1.12,34

 Елена Макарова (Москва) — 1.12,35

#### 200 м, брасс
Елена Макарова (Москва) — 2.33,28

 Леся Мончак (Коми) — 2.33,39

 Юлия Ландик (Санкт-Петербург) — 2.36,82

#### 100 м, баттерфляй
Елена Наземнова (Пензенская область) — 1.01,73

 Светлана Поздеева (Самарская область) — 1.02,04

 Наталья Сутягина (Пензенская область) — 1.02,12

#### 200 м, баттерфляй
Светлана Поздеева (Самарская область) — 2.17,17

 Наталья Сутягина (Пензенская область) — 2.19,06

 Евгения Ожогина (Москва) — 2.20,13

#### 200 м, комплексное плавание
Оксана Верёвка (ХМАО — 2.17,67

 Наталья Козлова (Москва) — 2.18,73

 Екатерина Виноградова (Москва) — 2.21,01

#### 400 м, комплексное плавание
Наталья Козлова (Москва) — 4.50,00

 Оксана Верёвка (ХМАО) — 4.52,29

 Екатерина Виноградова (Москва) — 4.57,54

#### Эстафета 4 × 100 м, вольный стиль
Самарская область (Ольга Смирнова, Светлана Гашникова, Дарья Ломакина, Тамар Карташова) — 3.58.77

 Архангельская область (Татьяна Лебедева, Ирина Беспалова, Елена Суздалева, Надежда Морошкина) — 3.59.77

 Санкт-Петербург (Людмила Кравцова, Александра Зерцалова, Юлия Кравченко, Елена Козлова) — 4.00.29

#### Эстафета 4 × 200 м, вольный стиль
Волгоградская область (Любовь Юдина, Анжела Соловьёва, Надежда Малышева, Олеся Бурова) — 8.33.23

 Москва (Марина Чепуркова, Ольга Соколова, Ирина Абысова, Татьяна Михайлова) — 8.37.28

 Ханты-Мансийский АО (Татьяна Агафонова, Юлия Чекалина, Екатерина Лупанова, Оксана Веревка) — 8.41.35

#### Комбинированная эстафета 4 х 100 м
Москва (Анна Симагина, Елена Макарова, Екатерина Виноградова, Ольга Молчанова) — 4.20.49

 Санкт-Петербург (Ольга Муткар, Ольга Ландик, Анастасия Калачевская, Елена Козлова) — 4.22.09

 Самарская область (Наталья Ефремова, Людмила Мамонтова, Анна Сметкова, Тамара Карташова) — 4.27.84

## Командные результаты
1. Москва — 15772
2. Санкт-Петербург — 13114
3. Волгоградская область 10587
4. Омская область — 6157
5. Самарская область — 4758
6. Свердловская область — 4245
7. Нижегородская область — 3198
8. Удмуртия — 2637
9. Ростовская область — 2464
10. Пензенская область — 2293
11. Татарстан — 2171
12. Новосибирская область — 1623
13. Ярославская область — 1524
14. Башкортостан 1243
15. Архангельская область — 1150
16. Чувашия — 1079
17. Ханты-Мансийский округ 1077
18. Алтайский край — 1007
19. Республика Коми — 941
20. Калужская область — 924
21. Краснодарский край — 866
22. Кировская область — 863
23. Челябинская область — 793
24. Рязанская область — 766
25. Хабаровский край — 727
26. Марий Эл — 621
27. Псковская область — 473
28. Ставропольский край — 394
29. Ульяновская область — 375
30. Красноярский край — 358
31. Московская область — 264
32. Мурманская область — 260
33. Томская область — 259
34. Саратовская область — 255
35. Приморский край — 251
36. Тверская область — 249
37. Воронежская область — 249
38. Новгородская область — 246
39. Астраханская область — 242
40. Белгородская область — 122
41. Читинская область — 117
42. Кемеровская область — 112